# زومبي (رواية)
زومبي (بالإنجليزية: Zombie)‏ هي رواية للكاتبة الأمريكية جويس كارول أوتس، نشرت عام 1995، عن دار نشر داتون.